# 張正紀
張正紀（1831年—1886年），字南屏，正黃旗漢軍鳳麟佐領下人，同治二年癸亥恩科（1863年）繙譯進士，曾任湖南永州府祁陽縣、酃縣、新寧縣、長沙縣、衡山縣知縣，寶慶府武岡州知州。

## 履歷[1]
- 咸豐十一年（1861年）辛酉科並補行戊午科繙譯舉人[2]
- 同治二年癸亥恩科（1863年）,第一中式繙譯進士，候選主事。
- 同治七年（1868年）七月，任湖南永州府祁陽縣知縣[3][4]，因丁艱去職[5]。
- 三年後，知湖南酃縣知縣，修理炎帝陵。
- 光緒二年（1876年）丙子鄉試，充彌封官。除新寧縣知縣。
- 光緒五年（1879年），調授長沙縣知縣，以辦直隸賑，保知府銜[6]。
- 光緒八年（1882年），知武岡州知州。
- 光緒十年（1884年），知衡山縣知縣。
- 光緒十一年（1885年），升授武岡州，留宰長沙縣。
- 光緒十二年（1886年），以勞瘁卒于長沙縣治，春秋五十有六。

誥封朝議大夫南屏張府君暨裴夫人墓志銘

誥封朝議大夫張公、誥封淑人裴夫人墓志銘

光緒十有一年，憲教舉于鄉，方試禮部而聞先師之喪。越三載，以翰林乞假歸，會葬于番禺。又二年，先師裴夫人考終里第。將合祔，師之公子泰貽書至閩，請銘諸墓。憲教受知最久，知師政事行誼又最備，奚敢辭。謹按，公諱正紀，字南屏，先世從大軍定鼎，隸京師正黃旗漢軍。康熙間，設廣州駐防，復從將軍永譽奉命來鎮粵，遂家焉。曾祖諱國俊，妣楊氏。祖諱敬，妣董氏。父諱啓佐，妣黃氏。以長子正方及公貴封振威將軍、朝議大夫。妣封夫人。公生而沈毅，嗜學，精騎射。咸豐初，盜蠭起，從振威公團練防剿有功，保驍騎校，不就。辛酉應翻譯鄉試，以第一人舉于鄉。癸亥恩科試翻譯，復第一成進士，授主事。以太夫人憂歸。服闋授湖南祁陽縣。初至官，銳于政事，囹圄爲虛。遭振威公喪，棄官持服三年。起知酃縣。酃有炎帝陵，俗所謂皇陵也，例有修理。公在縣，晨鳩匠役，夕治吏書，漏三四下不少輟。工竟，規摹鞏麗逾于平昔，而縣益以治。時所在盜不靜，縣教黨揭竿思作亂，民惶駭不自保。公內圖剪馘，外鎮以靜，渠魁授首，餘黨遂解。丙子鄉試，充彌封官。除新寧縣。新寧治僻，公因書院舊規，重整之，嚴課程，優獎厲。士之趨學者日異。昔方席公寶田之征黔也，公規畫方略，與有力焉。至是，以功保直隸州知州。己卯調授長沙縣。長沙附省首邑，繁劇尤不易治。公一再任縣無廢事，士民翕服。以辦直隸賑，保知府銜。壬午知武岡州。甲申知衡山，一如治長沙時。衡山毘連攸縣，攸多會黨。會黨者，軍興後無借，散軍相聚，結爲昆弟，愚民附焉，往往至千百圖不軌。是役警至，公念鄰縣有事，憩奸宄生心。募勇數百嚴備之，慎詧出入，上下按堵，党潜戢。乙酉升授武岡州，留宰長沙。公之治縣也，斂才息氣，循循焉稱安靜，吏而遇事明决，濟以實心；其治獄也，尤矜謹，寬猛相得。出則一二騎，屏騶從。所至詢民疾苦，雖百里外無苛擾者。宰新寧時，縣俗有訟者官就訊，費無大小，率出被訟者之家。吏役揣肥瘠，因緣爲奸利，民多以是破産。公詗其弊，力革之。叉捐奉以資吏役。劉尚書坤一時在籍，復助之。二百餘年積弊遂除。縣民至今言公在官時，尤憙稱道，弗衰息也。公子泰，官江蘇。左文襄公督金陵，嘗語泰，稱公爲湘楚好官，云性愛才，試士嚴整有法，所拔取皆知名士。士試弓馬，有不如程者，則教正之。公餘，手一編，無間寒暑。張氏既世爲八旗望族，支派既緐無譜系，公創爲之，錄先世德行，爲之傳。書甫竟，以勞瘁卒于長沙縣治，春秋五十有六。士民哀悼。喪歸廣州，送者莫不咨嗟流涕焉。公夫人裴氏，年二十歸于公，逮事振威公及黃太夫人，克循孝謹，慈儉樂善。有從嫁宅一區，舉以棲窮族及無告者，數十年不責息。公官長沙，夫人里居教子，理家政，睦宗黨，一門百口，內外井井無間言。後公三歲以己丑年九月疾終，春秋五十有九。子五人：長秦，江蘇知縣；次榮，廣西知縣，先公卒；次譽，廣州大瀝營把總；次翰，殤；次藩。女二人；孫五人；女孫二人。光緒戊子六月，葬公于栗子園之鳳嶺。庚寅夏六月，以裴夫人祔焉。禮也。憲教既表行績于石，謹爲之銘曰：
懿矣我公，潜德絫世。代積善良，篤生循吏。循吏款款，來宰長沙。寬以愛民，獄無姦奇。遏變不驚，人民以和。作牧于酃，皇陵孔修。爰治扶彝，邑免其傜。惟楚有材，梓杞是收。烏虖我公，賢吏之尤。我貢于都，公終于楚。我名既立，公睞何所。昔來番禺，哭臨于野。日月不居，又失賢母。訏訏山原，鬱鬱穹碑。公載其德，我銘其辭。千齡萬載，式鑒于茲。
賜進士出身翰林院檢討姻世愚侄勞肇光書丹幷篆額
賜進士出身翰林院庶吉士福建長汀縣知縣受業孔憲教撰文

 — 孔憲教， 誥封朝議大夫南屏張府君暨裴夫人墓志銘

## 墓葬[7]
張正紀夫婦墓位於廣州市白雲山龍公塘摩雲路邊山坡上。建於光緒十四年(1888年)。坐東向西。灰砂山手墓，由後土、三級護嶺、環壟、拜台、月池、台基組成。面闊約9.6米，進深約15米，佔地面積約144平方米。該墓依山勢而建，規模較大，保存完好。最高處左右分別爲「奉天誥命」碑和「張府後土龍神」碑，兩碑形狀相同，均爲仿廡殿頂，上雕鰲魚寶珠，下雕雙龍柱。環壟正中嵌一青石墓碑，高約1.45米，寬0.62米，刻「誥授朝議大夫正紀張公封淑人張母裴太淑人合墓」，上款「大清光緒歲次庚寅季夏穀旦，本山坐乙向辛兼卯酉爲塋」。左右掛榜各嵌一端石碑，高約0.76米，寬0.48米，均爲墓誌銘。台基與月池落差達0.70米，兩級台基間的落差達0.90米。台基兩邊竪立一對華表(其一已斷)，兩對旗杆夾，上刻相同內容「欽點主政、同治二年癸亥恩科進士」。